# Figueiró (Tomiño)
San Martín de Figueiró (San Martiño de Figueiró en gallego) es una parroquia española del ayuntamiento pontevedrés de Tomiño. En el año 2019 contaba con 484 habitantes, repartidos en los siguientes núcleos y entidades de población:
- A Centinela.
- Espiñeiro.
- A Fonte.
- A Igrexa.
- O Lago.
- Os Liñares.
- Os Muños.
- A Regueiriña.
- A Tomada.